# Маркета Хлумська
Маркета Хлумська (уроджена Томанова; 1 лютого 1982, Брно) — чеська волейболістка, ліберо. Чемпіонка Європи серед молодіжних команд. Гравець національної збірної.

## Із біографії
Вихованка команди ДДМ «Спой» із Брно. У складі молодіжної збірної Чехії стала переможницею континентальної першості 2000 року в Швейцарії. У фіналі її команда була сильнішою від одноліток з Італії (3:2).
У складі національної збірної виступала на трьох фінальних турнірах чемпіонатів Європи (2001, 2007, 2009).
З клубами «Кралово Поле» (Брно) і «Простейов» десять разів вигравала золоті нагороди чемпіонату Чехії. У своєму доробку має звання чемпіонки Нідерландів і володарки кубка Чехії.

## Клуби
| Роки      | Команди                  |
| --------- | ------------------------ |
| 1997—2004 | «Кралово Поле» (Брно)    |
| 2004—2005 | «Лонга 56» (Ліхтенворде) |
| 2005—2008 | «Кралово Поле» (Брно)    |
| 2008—2013 | «Простейов»              |
| 2013—2015 | «Кралово Поле» (Брно)    |
| 2018—2021 | «Шельми» (Брно)          |
| 2022—2023 | «Шельми» (Брно)          |

## Досягнення
- Чемпіонка Європи серед молодіжних команд (до 20 років): 2000
- Чемпіонка Чехії (10): 2002, 2003, 2004, 2006, 2007, 2009, 2010, 2011, 2012, 2013
- Володарка кубка Чехії (1): 2013
- Чемпіонка Нідерландів (1): 2005